# Trichosalpinx macphersonii
Trichosalpinx macphersonii är en orkidéart som beskrevs av Carlyle August Luer. Trichosalpinx macphersonii ingår i släktet Trichosalpinx och familjen orkidéer.
Artens utbredningsområde är Panamá. Inga underarter finns listade i Catalogue of Life.